# 小行星25919
小行星25919（25919 Comuniello）是一颗绕太阳运转的小行星，为主小行星带小行星。该小行星于2001年2月20日发现。

## 轨道参数
小行星25919的轨道半长轴为461 158 800 km，3.0826123 UA，离心率为0.087。